# Anthrenoides rodrigoi
Anthrenoides rodrigoi är en biart som beskrevs av Urban 2005. Anthrenoides rodrigoi ingår i släktet Anthrenoides och familjen grävbin. Inga underarter finns listade i Catalogue of Life.